# Achenkirch
Achenkirch je obec v Rakousku ve spolkové zemi Tyrolsko v okrese Schwaz. První zmínka o obci Achental pochází z roku 1313. V roce 1971 byla přejmenována na současný název Achenkirch.
Žije zde 2 162 obyvatel (1. 1. 2011).